# Nepetoideae
Sous-famille
Classification phylogénétique
La sous-famille des Nepetoideae (Népétoïdées) regroupe des plantes faisant partie de la famille des Lamiaceae.
Avec 133 genres et 3 685 espèces (selon Thorne, 1992) c'est la plus importante sous-famille des Lamiacées.

## Caractéristiques
Elle se caractérise par :
- Un pollen tri-nucléé, hexaloculaire.
- Absence d'endosperme et de glucosides iridoïdes.
- Embryon enveloppant.
- Graines mucilagineuses contenant des huiles insaturées et des composés terpéniques volatils.

La sous-famille est considérée comme monophylétique. Elle comprend les tribus Elsholtzieae, Lavanduleae, Mentheae et Ocimeae (selon Cantino, Harley & Wagstaff, 1992).
Malgré les avancées de ces dernières années, les relations entre tribus et au sein des diverses tribus ne sont pas encore totalement fixées.